# Борисов Борис Олексійович
Борис Олексійович Борисов (рос. Борис Алексеевич Борисов; 1 лютого 1903, Ярославська губернія — 8 березня 1981) — почесний громадянин Севастополя з 1967 року, кандидат історичних наук. У період оборони Севастополя 1941—1942 років — Перший секретар Севастопольського МК ВКП (б), голова міського комітету оборони.

## Біографія
Народився 1 лютого 1903 року в Ярославській губернії. По закінченню початкової школи поступив міське училище, де навчався з 1914 по 1918 рік. Закінчивши навчання працював у конторі фабрики Сакіних, вступив до Робітничо-селянської спілки молоді. Через хворобу переїхав на Тамбовщину, працював конторщиком на заводі «Червоний бойовик». За мобілізацією був призваний в комуністичний загін, брав участь в ліквідації «куркульсько-есеровських банд». В складі продзагону пройшов Кірсановський повіт Тамбовської губернії, супроводжуючи обози з відібраним у місцевих мешканців зерном, охороняв склади з сільськогосподарською продукцією, придушував бунти, був поранений. Коли загін був розгромлений, попав у полон, але був звільнений бійцями Червоної армії. За станом здоров'я звільнений з військової служби і повернувся на фабрику конторщиком.
Після закінчення Громадянської війни два роки очолював в Ярославлі спортивне товариство «Спартак». З 1924 року в частині особливого призначення, охороняв військові об'єкти, брав участь в патрулюванні по місту, вступив в РКП(б), виконував обов'язки звільненого секретаря комсомольської організації фабрики «Червоні ткачі» № 1 і № 2.
З осені 1925 року в ВМФ (Балтійський флот). Закінчив Кронштадтську артилерійську школу, служив на кораблі «Жовтнева революція». По закінченню навчання отримав військове звання старшина, направлений на Чорноморський флот в окремий дивізіон підводних човнів в Севастополь.
В Севастополі, окрім служби на флоті, багато займався спортом, неодноразово на першостях з легкої атлетики займав перші, другі і треті місця, брав участь у всеармійських і всесоюзних змаганнях. Рішенням командування виконував обов'язки політгруповода, був вибраний членом бюро парторганізації, а потім секретарем партійної організації бази.
Після звільнення з флоту направлений в розпорядження Кримського обкому партії, де працював агітпроморганізатором на залізничному вузлі, з 1930 року секретарем партійної організації Союзу споживчих товариств Криму, був членом міськкому партії Сімферополя, очолював агітаційно-масовий відділ, з 1933 року — секретар парткому Камишбурунбуду. В березні 1936 року повернувся на роботу в Сімферопольський міськом партії як секретар, займався промисловістю, транспортом, організаційно-партійною діяльністю. З 1938 року — другий секретар Карасубазарського райкому партії, пізніше завідувач воєнним відділом обласного комітету партії. За клопотанням міського і флотського активу зайняв посаду секретаря Севастопольського міському.
Протягом другої оборони Севастополя знаходився в місті. З 26 жовтня очолив міський комітет оборони. Залишив місто на підводному човні і 3 липня прибув до Новоросійська, направлений в розпорядження ЦК ВКП(б). Виконував обов'язки другого секретаря міському Іваново, першого секретаря міськомів обласних і крайових центрів. До відвоювання Криму і Севастополя в апараті ЦК займався підбором кадрів для Криму і деяких областей України. З січня 1944 року в Україні, працював в Полтаві, Харкові, Дніпропетровську, Кіровограді, Запоріжжі, Павлограді та інших містах. Потім працював у Владивостоці, Владимирі та інших містах Радянського Союзу.

Могила Бориса Борисова

Помер 8 березня 1981 року. Похований в Севастополі на кладовищі Комунарів.

## Книги
Борис Борисов автор книг:
- «Записки секретаря міському»;
- «Подвиг Севастополя»;
- «Севастопольська биль»;
- «Севастопольці не здаються»;
- «Діти Севастопаля»;
- «Я все винесу»;
- «Школа життя».